# Карин Алвтеген
Карин Алвтеген (на шведски: Karin Alvtegen) е шведска сценаристка и писателка (авторка на бестселъри в жанра психологически трилър).

## Биография и творчество
Карин Анна Алвтеген е родена на 8 юни 1965 г. в Хускварна, Швеция, в семейство на учители. Дъщеря на Гунар Ериксон, който е брат на Астрид Линдгрен. Има двама братя.
От 1985 г. работи като артдизайнер във филмовата индустрия. Започва да пише през 1996 г., години след като по-големият ѝ брат Магнус загива през 1993 г. при падане в планината, а тя постепенно изпада в депресия и пристъпи на паника.
Първият ѝ трилър „Дълг“ е публикуван през 1998 г. След него работи като сценарист за шведските ТВ сериали „Tre kronor“ и „Rederiet“.
Вторият ѝ роман „Бегълката“ от 2000 г. е удостоен с литературната награда за скандинавски автори „Стъклен ключ“.
Произведенията на писателката постоянно са в списъците на бестселърите. Те са издадени в над 30 страни по света.
Всеки един от тях се занимава с или се основава на дълбоко проучване на определен набор от силно вкоренени чувства, които достиган почти до крайност – вина, загуба, предателство, срам, скръб и др. Нейните герои са изцяло завладени от тях, те са водещи в техните действия, и логично водят до определена постъпка, създавайки екстремни ситуации и съспенс, а развръзката често е неочаквана за читателя.
Карин Алвтеген живее със семейството си в Стокхолм.

## Произведения

### Самостоятелни романи
- Skuld (1998) – издаден и като „Guilt“
Дълг, изд.: ИК „Унискорп“, София, 2007 г., прев. Васа Ганчева
- Saknad (2000) – издаден и като „Missing“ – награда „Стъклен ключ“
Бегълката, изд.: „Репортер“ / „Инвестпрес“, София, 2003 г., прев. Васа Ганчева
- Svek (2003) – издаден и като „Betrayal“
Предателство, изд.: ИК „Унискорп“, София, 2012 г., прев. Васа Ганчева
- Skam (2005) – издаден и като „Shame / Sacrifice“
- Skugga (2007) – издаден и като „Shadow“ – награда „Пале Розенкранц“ на Датската академия
Сянка, изд.: ИК „Унискорп“, София, 2009 г., прев. Васа Ганчева
- En sannolik historia (2010) – издаден и като „A Probable Story“
- Fjärilseffekten (2013) – издаден и като „Butterfly Effect“
- Nyckeln till Hinsides (2016) – с Албин Алвтеген
- Hinsides brinner (2017) – с Албин Алвтеген
- Hinsides väktare (2018) – с Албин Алвтеген
- Osynligt sjuk – medan livet passerar (2018) – с Карин Тунберг

### Сценарии
- Hotet (2004) – „The Threat“

### Екранизации
- 1997 – 1998 Tre kronor – ТВ сериал, автор на 2 епизода
- 1999 – 2001 Rederiet – ТВ сериал, автор на 24 епизода
- 2004 Hotet
- 2006 Missing – ТВ сериал, автор на 1 епизод